# Makaronesa
Makaronesa is een geslacht van vliesvleugeligen uit de familie Pteromalidae. De wetenschappelijke naam van dit geslacht is voor het eerst geldig gepubliceerd in 1975 door Graham.

## Soorten
Het geslacht Makaronesa omvat de volgende soorten:
- Makaronesa basicyanea (Walker, 1872)
- Makaronesa carinus (Walker, 1849)
- Makaronesa obscuripes Graham, 1983
- Makaronesa obumbrata (Walker, 1872)
- Makaronesa tetraspila Graham, 1975
- Makaronesa tinctipennis (Walker, 1872)